# Dekamethylcyklopentasiloxan
Dekamethylcyklopentasiloxan (D5) je sloučenina z kategorie syntetických silikonů, která je tvořena pěti atomy křemíku provázanými do kruhu přes vazby s kyslíkem a která byl zařazena do kategorie chemických látek velmi perzistentních a velmi bioakumulativních. EU navrhla zařadit D5 do Stockholmské úmluvy.

## Aplikace
Používá se v široké škále hygienických a kosmetických výrobků, např. v šamponech, kondicionérech, obličejových a tělových krémech, v pěnách na holení atd. Při použití se dostává do vzduchu.